# Okres Góra
Okres Góra (polsky Powiat górowski) je okres v polském Dolnoslezském vojvodství. Rozlohu má 738,25 km² a v roce 2023 zde žilo 32 459 obyvatel. Sídlem správy okresu je město Góra.

## Gminy
Městsko-vesnické:
- Góra
- Wąsosz

Vesnické:
- Jemielno
- Niechlów

## Města
- Góra
- Wąsosz

## Sousední okresy
| Růžice kompasu | Wschowa | Leszno     |           | Růžice kompasu |
| Růžice kompasu | Głogów  | Sever      | Rawicz    | Růžice kompasu |
| Růžice kompasu | Głogów  | Okres Góra | Rawicz    | Růžice kompasu |
| Růžice kompasu | Głogów  | Jih        | Rawicz    | Růžice kompasu |
| Růžice kompasu | Lubin   | Wołów      | Trzebnica | Růžice kompasu |